# Каширцы
Каширцы — деревня в Сунском районе Кировской области в составе  Кокуйского сельского поселения.

## География
Находится на расстоянии примерно 6 километров по прямой на восток от районного центра поселка  Суна.

## История
Известна с 1678 года как починок над ключем из 5 дворов, принадлежавший Успенскому Трифонову монастырю, в 1764 году в починке над ключем Василия Девятого было 102 жителя. В 1873 году было учтено дворов 22 и жителей 127, в 1905 18 и 132, в 1926 38 и 183, в 1950 34 и 131 соответственно. В 1989 году оставалось 2 жителя. 

## Население
Постоянное население  составляло 8 человек (русские 100%) в 2002 году, 3 в 2010.